# Altes Rathaus Kommern
Das Alte Rathaus Mechernich aus den 1850er Jahren im historischen Ortskern von Kommern ist ein geschütztes Baudenkmal. Es dient im 21. Jahrhundert weiterhin kommunalen Zwecken.

## Lage
Das historische Gebäude befindet sich im Ortsteil Kommern (Kölner Straße 54), der in den 1920er Jahren nach Mechernich eingemeindet wurde. Seit 16. März 1989 steht es unter Denkmalschutz.

## Geschichte
Das Verwaltungsgebäude für den Stadtrat wurde bis zum Jahr 1851 fertiggestellt, wie die Jahreszahl unter der Traufe verkündet. Zuvor stand hier ein älteres Fachwerk- und Bruchstein-Haus als Sitz der Ratsmänner.
Nach der Änderung der Verwaltungsstruktur im Jahr 20?? wurde das Rathaus zu einer Bürgerfiliale und die Anzahl der Mitarbeiter wurde verringert („Schlanke Verwaltung“).
Die Bezeichnung „Altes Rathaus“ führt zu der Annahme, dass es auch ein „Neues Rathaus“ gibt – ja aber nur direkt in Mechernich. In Kommern wurde kein neuer Ratssitz errichtet.

## Beschreibung

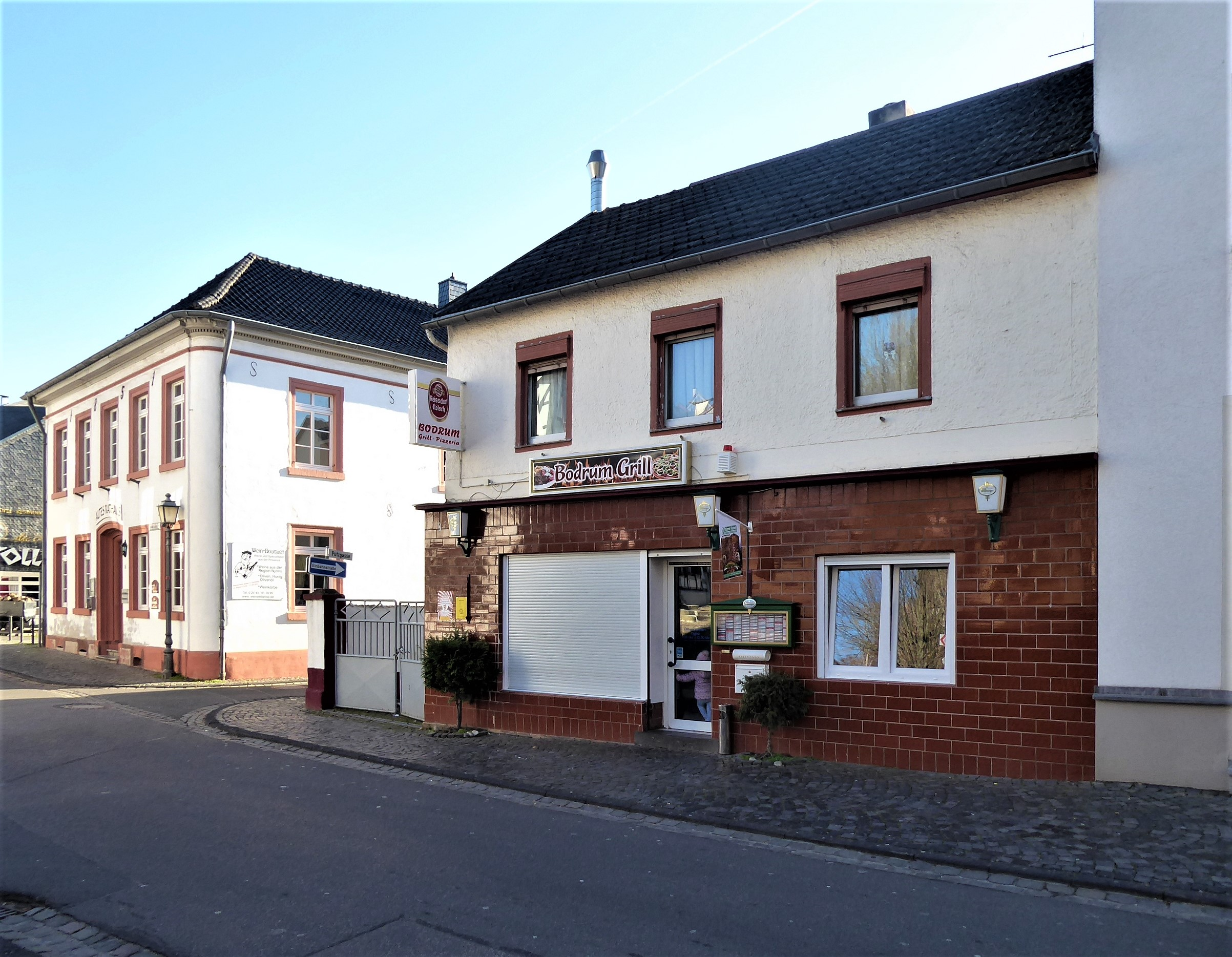
Blick durch die Kölner Straße auf das Rathaus (hinten links)

Es ist ein verputztes Bruchsteinhaus, das in der Richtung der Hauptfassade fünf Achsen aufweist, in der anderen senkrechten dazu ist das Bauwerk vierachsig. Das zweigeschossige Gebäude ist mit einem Pultdach abgeschlossen und mit glasierten Dachziegeln gedeckt. Auf der Ostseite der Dachschräge ist eine Warnsirene montiert.
Die rechteckige Grundfläche des Rathauses beträgt zirka 17 × 13 m².
An der Hauptfassade sind die Fensterfaschen und die Portalrahmung kontrastfarbig (rot) zum weißen Grundputz gestaltet. Der Haupteingang ist über drei Stufen erreichbar, ein Seiteneingang hat nur zwei flache Stufen. Dessen hölzerne Tür ist weiß gestrichen und mit einem großen Sprossenfenster versehen.
Das Bauwerk ist teilunterkellert; es passt sich in Bauhöhe, Stil, Dachform und Materialien vollständig an die umgebenden Gebäude an und in die Straßenführung ein.
Ein Architekt ist nicht überliefert.
Im Alten Rathaus haben einige Stadtangestellte (noch immer) ihren Arbeitsplatz und erledigen hier Bürgerdienste wie Personalangelegenheiten, melderechtliche Angelegenheiten und führen konkrete Beratungen durch. Weitere Dienstleistungen wie Trauungen u. ä. müssen individuell abgestimmt werden.
Im Haus befinden sich darüber hinaus die Touristinformation, eine Keramikwerkstatt, ein Shop mit Produkten aus der Provence und ein kleines Restaurant.
Unmittelbar an der Ecke zur Pützgasse ist auf dem Gehsteig vor dem Rathaus eine historische Straßenlaterne platziert. Auf dieser Gebäudeseite gibt es keinen weiteren Eingang.